# North & South (computerspel)
North & South (Japans: North & South: Wakuwaku Nanboku Sensō) is een computerspel dat werd ontwikkeld en uitgegeven door Infogrames. Het genre van het spel is strategiespel en actiespel. Het spel kwam in 1989 uit voor de Commodore Amiga, Atari ST en de Commodore 64. Later volgde ook andere populaire homecomputers. Het spel is gebaseerd op de Belgische stripreeks De Blauwbloezen, die zich afspeelt in de Amerikaanse Burgeroorlog.
Later zijn er remakes uitgebracht waaronder The Bluecoaths: North & South eind 2020 door Microids voor platformen Nintendo Switch, PlayStation 4, Xbox One & PC/Mac.

## Platforms
| Jaar | Platform                      |
| ---- | ----------------------------- |
| 1989 | Amiga, Atari ST, Commodore 64 |
| 1990 | Amstrad CPC, DOS, NES         |
| 1991 | MSX, ZX Spectrum              |

## Ontvangst
| Beoordeeld door                | Platform     | Datum           | Score |
| ------------------------------ | ------------ | --------------- | ----- |
| ST Action                      | Atari ST     | januari 1990    | 93%   |
| Zzap!                          | Amiga        | december 1989   | 90%   |
| CU Amiga                       | Amiga        | november 1989   | 79%   |
| Computer and Video Games (CVG) | Amiga        | september 1991  | 74%   |
| The Review Busters             | NES          | 2009            | 72%   |
| 64'er                          | Commodore 64 | juli 1991       | 70%   |
| The DOS Spirit                 | DOS          | 4 december 2005 | 67%   |
| Computer Gaming World (CGW)    | Amiga        | oktober 1990    | 60%   |
| N-Force                        | NES          | oktober 1992    | 40%   |
| GameCola.net                   | NES          | september 2005  | 24%   |

## Trivia
- Het spel is opgenomen in het boek 1001 Video Games You Must Play Before You Die van Tony Mott.

1. ↑  (en) The Bluecoats - North & South. Microids. Geraadpleegd op 20 augustus 2021.